# ジフテリアワクチン
ジフテリアワクチンはジフテリアの原因となるコリネバクテリウムジフテリアに対して用いられるワクチンである。

## 解説
このワクチンの使用により、1980年から2000年までに世界的ジフテリア発症件数の90%以上が減少する結果がみられた。 初回の投与は生後6週間がよいとされ、4週間おきの2度の再投与が勧められ、子供時の効果率は95%である。さらに子供のうちに3度の再投与が勧められる。 10年おきの再投与は推奨されていない。
ジフテリアワクチンは非常に安全なワクチンである。重度の副作用は稀である。穿刺による痛みが伴う場合がある。穿刺による腫れが数週間続くこともある。このワクチンは妊婦や免疫機能の欠しい人への投与も安全である。
ジフテリアワクチンは複数の組み合わせがある。組み合わせには破傷風ワクチン(三種混合ワクチン)を含むもの、破傷風ワクチンと百日咳ワクチン(DPTワクチン)を含むもの、HibワクチンまたはB型肝炎ワクチンまたは不活化ポリオワクチンを含むものがある。 世界保健機関は1974年からワクチンの投与を推奨している。世界人口の約84%はこのワクチン接種を受けている。投与法は筋肉内注射である。このワクチンは冷却保管が必要であるが凍らしてはいけない。
ジフテリアワクチンが開発されたのは1923年である。このワクチンは世界保健機関の必須医薬品リストに記載されており、 医療制度において必要とされる最も効果的で安全な医薬品である。開発途上国の破傷風ワクチンと混合されたワクチンの2014年の卸売価格は1投与$0.12～$0.99米ドルである。米国では$25米ドル以下である。